# Зейналов, Эльдар Багадур оглы
Эльдар Багадур оглы Зейналов (азерб. Zeynalov Eldar Bahadur oğlu; род. 8 октября 1948, Баку) — азербайджанский химик, специалист и эксперт в области химической кинетики и катализа, химии высокомолекулярных соединений и нефтехимии, член-корреспондент Национальной Академии наук, доктор химических наук, профессор, заведующий лабораторией «Окисление пероксидом водорода в присутствии углеродных нанокатализаторов» Института Катализа и Неорганической Химии им.академика М. Ф. Нагиева НАНА. Одновременно, руководитель международной лаборатории «Фундаментальные исследования по синтезу и применению катализаторов на основе наноуглеродных материалов из каустобиолитов нефтяного происхождения (INTERLABCAT)».

## Биография
Эльдар Зейналов родился 8 октября 1948 года в городе Баку в семье учёного, одного из выдающихся учёных-нефтехимиков Азербайджана, заслуженного деятеля науки Азербайджана, академика Багадура Касумовича Зейналова. Спустя много лет он написал об отце книгу.
В 1971 году Э. Б. Зейналов закончил химический факультет Азербайджанского Государственного Университета дипломом с отличием по специальности «Химия высокомолекулярных соединений».
Научная деятельность Эльдара Зейналова началась в 1971 году, когда по рекомендации Ученого совета АзГосУниверситета он поступил в аспирантуру Сумгаитского филиала Института Нефтехимических процессов Академии Наук Азербайджанской ССР и затем был прикомандирован в целевую аспирантуру Института Химической Физики АН СССР.
В 1976 году в Отделении Института Химической Физики АН СССР (г. Черноголовка) Э. Б. Зейналов успешно защищает диссертацию на тему: «Исследование в области окислительной деструкции и стабилизации полиорганосилоксанов». Решением Совета ОИХФ АН СССР ему присуждена учёная степень кандидата химических наук по специальности «Физическая химия».
В 1989 году на заседании Спец. Совета при Институте Теоретических Проблем Химической Технологии АН Азерб. ССР успешно защищена докторская диссертация на тему: «Антирадикальная активность природных структур нефтяного происхождения» на стыке специальностей «Химическая кинетика и катализ» и «Нефтехимия». Решением Высшей аттестационной комиссии при Совете Министров СССР Э. Б. Зейналову присуждена учёная степень доктора химических наук.
В 2010-м году решением Высшей аттестационной комиссии при Президенте Азербайджанской Республики присвоено ученое звание профессора по специальности «Химия высокомолекулярных соединений», а в 2017-м избран член-корреспондентом Национальной Академии Наук Азербайджана.
В 1999—2001 годы работал на контрактной основе в Германии, в составе исследовательского проекта Федерального Института по Исследованию и Тестированию Материалов в Берлине.
Научные исследования профессора Зейналова получили высокую оценку международного научного сообщества. Он в 1981-м году был награждён Главным Комитетом ВДНХ СССР бронзовой медалью за достигнутые успехи в развитии народного хозяйства СССР.
Эльдар Багадур оглы Зейналов является одним из первых ученых Азербайджана, который стоит у истоков развития новых научных направлений в республике, посвящённых природным нефтяным антиоксидантам и химии фуллеренов, углеродных нанотрубок, нановолокон и их функционализированных аналогов в реакциях аэробного и пероксидного окисления углеводородов, термоокислительной деструкции и стабилизации полимерных материалов.

## Участие в международных конференциях
В 2000—2017 годы Э. Б. Зейналов участвовал на международных конференциях в Европе:
- Addcon-2000, the 6th International Plastics Additives and Modifiers Conference. 2000. Базель, Швейцария.
- Addcon-2001, the 7th International Plastics Additives and Modifiers Conference. 2001. Берлин, Германия.
- EDANA, Nonwovens Symposium. 2001. Копенгаген, Дания.
- KGEO International Conference on Geosynthetics. 2001. Мюнхен, Германия.
- The 7th International Conference on Geosynthetics. 2002. Nice-French Riviera. Ницца, Франция.
- «Экоаналитика-2003», V Всероссийская конференция по анализу объектов окружающей среды. 2003. Санкт-Петербург. Россия.
- VI Международная Конференция «Химия нефти и газа». 2006. Томск. Россия.
- Second International Caucasian Symposium on Polymers and Advanced Materials. 2010. Тбилиси. Грузия.
- I Российский Нефтяной Конгресс. 2011. Москва. Россия.
- 19th International Symposium on Low Pressure Plasma. 2011. Дрезден. Германия.
- «Functional Materials and Nanotechnologies-2011», International Conference. 2011. Рига. Латвия.
- «Росскатализ», Российский конгресс по катализу. 2011. Москва. Россия.
- XIX Менделеевский съезд по общей и прикладной химии. 2011. Волгоград. Россия.
- Third International Caucasian Symposium on Polymers and Advanced Materials. 2013. Тбилиси. Грузия.
- «Катализ в решении проблем нефтехимии и нефтепереработки», II Российско-Азербайджанский симпозиум с международным участием. 2013. Санкт-Петербург. Россия.
- «Развитие нефтяной и газовой промышленности и нефтехимии», VII Международная научно-техническая конференция. 2014. Львов. Украина.
- NANO-2014, XII International Conference on Nano¬structured Materials. 2014. Москва. Россия.
- 4th International Caucasian Symposium on Polymers and Advanced Materials. 2015. Батуми. Грузия.
- «Актуальные проблемы науки XXI века», VI Международная мультидисциплинарная конференция. 2016. Москва. Россия.
- ICNT-2016, 4th International Congress on Nanoscience and Nanotechnology. 2016. Куала Лумпур. Малайзия.
- «Advance in Petroleum and Gaz Industry and Petrochemistry», VIIIth Interna¬tional Scientific-Technical Conference. 2016. Львов. Украина.
- ICEPOM-10, The Jubilee 10th International Conference «Electronic Processesin Organic and Inorganic Materials». 2016. Тернополь. Украина.
- ХХ Менделеевский съезд по общей и прикладной химии. 2016. Екатеринбург. Россия.
- «Механизмы каталитических реакций», 10-я Международная конференция. 2016. Светогорск. Россия.
- 5th International Caucasian Symposium on Polymers and Advanced Materials. 2017. Тбилиси. Грузия.

## Членство в международных научных обществах
- В 1990 году избран член-корреспондентом Международной Академии Творчества.
- В 2009 году избран членом Американского Химического Общества.
- В 2018 г. включён в состав редакционной коллегии журнала «Химический журнал Казахстана».
- В 2019 г. включён в состав редакционной коллегии журнала «Condensed Matter Physics Report».

## Область научных исследований
Изучение кинетических закономерностей процессов каталитического аэробного и пероксидного окисления углеводородов и полимеров в жидкой фазе в присутствии фуллеренов, металлсодержащих углеродных нанотрубок, нановолокон и их функционализированных углеродных наноструктурных аналогов; разработка и совершенствование процессов окисления синтетических нефтяных и оксикислот, отвечающих современным требованиям; нано-диоксиды титана в качестве антиоксидантов и катализаторов в реакциях окисления; кинетический анализ антиоксидантов в сложных органических и нефтяных композициях; вопросы термической и термоокислительной стабильности полимерных материалов.

## Основные научные достижения
1. Кинетическими методами была впервые определена активность природных антиоксидантов в составе азербайджанских нефтей и нефтяных фракций и по результатам составлен информационный банк данных антиокислительной активности нефтяных систем по азербайджанскому региону.
2. Концентраты природных нефтяных антиоксидантов были использованы в качестве эффективных стабилизаторов-антиоксидантов для композиционных материалов на основе полиуретана, поливинилхлорида и хлорполиэтилена, используемых для производства литьевых шин и кровельных материалов.
3. Исследованы кинетические закономерности процессов окисления нефтяных углеводородов дизельной фракции и некоторых полиолефинов.
4. Впервые в Азербайджане в аэробных окислительных процессах нефтяных углеводородов и полимеров были применены и исследованы в качестве катализаторов и антиоксидантов углеродные наноструктуры: фуллерены С60 и С70, металлсодержащие одностенные и многостенные углеродные нанотрубки и нановолокна, функционализированные углеродные соединения -(OH)n- и (-NH)n-C60, гидроксил, Br- и TEMPO-содержащие углеродные нанотрубки. Разработана фундаментальная и практическая научная база в этой области.
5. Разработаны процессы получения синтетических и окси-нефтяных кислот в присутствии наноуглеродных катализаторов.
6. Подробно изучены процессы получения сложных эфиров в присутствии нано-диоксидов титана и на этой основе предложен современный, экологически чистый и экономически рентабельный процесс.

В последние годы профессор Э. З. Зейналов провел цикл работ по исследованию процессов жидкофазного окисления углеводородов пероксидом водорода в присутствии различных углеродных нанокатализаторов и нано-диоксидов титана. В этой области им опубликован ряд обзоров и показано, что углеродные наносоединения — фуллерены и углеродные нанотрубки (УНТ) являются активными агентами распада пероксида водорода. Выдвинуто предложение об использовании систем «Н2О2 + сажа С60/УНТ» для окисления стойких полициклических углеводородных молекул и структур, в частности, для разрушения фенолов и нефтяных контаминантов.

## Научные труды
Общее количество опубликованных трудов более 380, из которых, 9 монографий и книг, 15 авторских свидетельств и патентов, 225 статей, в том числе опубликованные в таких ведущих зарубежных журналах как «Polymer Degradation and Stability, Die Angewandte Makromoleculare Chemie, Macromolecular Chemistry and Physics, Poly¬mers & Polymer Composites, Dyes and Pigments, Journal of Vinyl and Additive Technology, Iranian Polymer Journal, Materials Testing, The Open Materials Science Journal, Carbon, Erdol Erdgaz & Kohle, Journal of Materials Science and Engineering, Vakuum-in Forschung und Praxis (Wiley-VCH), Oil & Gaz European Magazine, Applied Catalysis — A: Gene¬ral, Chemistry and Chemical Technology, Petroleum Chemistry, Internatio¬nal Journal of Innovative Science, Engineering&Technology, International Research Journal of Emerging Trends in Multidisciplinary, Journal of Adhesion Science and Technology,Molecular Crystals and Liquid Crystals, Journal of Physics and Chemistry of Solids».

## Гранты
В процессе выполнения работ Э. Б. Зейналов многократно(18 раз) получал престижные международные научно-исследовательские гранты Немецкой Службы Академических Обменов (DAAD), Немецкого Исследовательского Фонда (DFG), Королевского общества Великобритании (Royal Society), Манчестерского Университета Метрополитан, Федерального Института Германии по Исследованию и Тестированию Материалов (ВАМ), а также Фонда развития науки при Президенте Азербайджанской Республики (EIF) и Научного фонда Государственной Нефтяной Компании Азербайджанской Республики (SOCAR).

## Педагогическая деятельность
Наряду с научным творчеством профессор Э. Б. Зейналов занимается и педагогической деятельностью. Он читал лекции на кафедре «Высокомолекулярные соединения» химического факультета Азербайджанского Государственного университета (ныне Бакинский государственный университет) и на кафедре «Физическая химия» химико-технологического факультета Азербайджанского Института Нефти и Химии (ныне Азербайджанский Государственный Университет Нефти и Промышленности Министерства Народного Образования Азербайджанской Республики).
Большое место в педагогической деятельности профессора Э. Б. Зейналова занимает подготовка научных кадров. Под его научным руководством выполнены и успешно защищены 12 диссертационных работ, из них 11 — докторов философии по химии и технике и одна диссертационная работа на соискание ученой степени доктора химических наук. В настоящее время он является научным руководителем 2-х докторантов и научным консультантом 4-х соискателей ученой степени доктора наук.
Профессор Э. Б. Зейналов активно участвует в воспитании молодежи, желающей посвятить свою дальнейшую творческую деятельность химической науке. С 2011 года и по сей день он является бессменным научным руководителем выпускных дипломных работ бакалавров Бакинского филиала Московского Государственного Университета им. М. В. Ломоносова.

## Семья
- Супруга Зейналова (Рашидова) Саадат Мамед гызы, 1954 года рождения. Специалист в области теории языка и германистики, доктор филологических наук, профессор, лауреат немецкого фонда им. Александра-фон-Гумбольдта, член Всемирного Объединения Германистов
- Сын Зейналов Багадур Эльдар оглы, 1980 года рождения, выпускник Свободного Университета Берлина, специалист в области  петрологии и минералогии. В настоящее время работает в Берлине на должности тест - инженера.
- Дочь Мехди-заде (Зейналова) Гюнель Эльдар гызы, 1982 года рождения. Выпускница Азербайджанского Государственного Университета Языков, специалист в области немецкого языка, член Всемирного Объединения Германистов, обладатель продвинутого сертификата CİPS в области Закупок и Поставок. В настоящее время занимает должность менеджера цепи снабжения в иностранной компании.
- Внуки

1. Мехди-заде Мехди Сабухи оглы, 2008 года рождения. Ученик школы «Dünya» при университете Хазар.
2. Мехди-заде Заир Сабухи оглы, 2011 года рождения. Ученик школы «Dünya» при университете Хазар.

Победители и призёры ряда международных и республиканских олимпиад и конкурсов.

## Книги
1. Природные ингибиторы азербайджанских нефтей. Баку: Элм. 1988. 124 с.
2. Кинетический скрининг ингибиторов радикальных реакций. Баку: Элм. 1993. 228с. − Соавт.: О. А. Васнецова.
3. Fullerenes Information Store: 1991—2006 / Фуллерены: Информационный сборник 1991—2006 / Füllerenlər: məlumat toplusu 1991—2006. Baku / Баку: Изд.-во: Nurlan. 2007. 521 p/с.
4. Anticatalysts of thermooxidative degradation of polymeric materials. Baku: Elm. 2014. 160 p.
5. Природные нефтяные кислоты и производные на их основе: происхождение, структура и свойства, синтетические и прикладные аспекты. Баку: Элм. 2014. 232с. − Соавт.: В. М. Аббасов, М. Г. Велиев, С. А. Мустафаев, Н. А. Мамедова, Л. М. Эфендиева, А. Г. Шахмамедова.

- Академик Зейналов Багадур Касумович — очерки жизненного пути (недоступная ссылка) / ред. Э. Б. Зейналов, С. Б. Зейналов. — Баку : Элм, 2007. — 316 с. — 500 экз. — ISBN 5-8066-1656-8 (в пер.)

## Научные статьи
- Synthesis and reactivity of antioxidants based on vernolic acid and 3(3,5-ditretbutyl-4-hydroxyphenyl)propionic acid. //Die Angewandte Makromolekulare Chemie. 1998. V.260. № 1. P.77-81. − Co-auth.: G.Kossmehl, R.R.K. Kimwomi.
- Fullerene C60 as an antioxidant for polymers. //Polymer Degradation and Stability. 2001. V.71. № 2. P.197-202. − Co-auth.: G.Koβmehl.
- Polymeric antioxidants from vernonia oil. //Macromolecular Chemistry and Physics. 2001. V.202. № 13, P.2790-2796.− Co-auth.:R.K. Kimwomi, G.Koβmehl, P.M.Gitu & B.P.Bhatt.
- Analysing the content of antioxidants in PP materials. // Polymers & Polymer Composites. 2002. V.10. № 1. P.73-82. − Co-auth.: H.F. Schroeder, H.Bahr & Th.Rybak.
- Fullerenes C60/C70 and C70 as antioxidants for polystyrene. //Iranian Polymer Journal. 2004. V.13. № 2. P.143-148. − Co-auth.: M.Ya.Magerramova, N.Ya.Ishenko.
- Simultaneous determination of the content and activity of sterically hindered phenolic and amine stabilizers by means of an oxidative model reaction. //Polymer Degradation and Stability. 2004. V.85. № 2. P.847-853. − Co-auth.: N.S.Allen.
- Effect of micron and nano-grade titanium dioxides on the efficiency of hindered piperidine stabilizers in a model oxidative reaction. //Polymer Degradation and Stability. 2006. V.91. № 4. P.931-939. − Co-auth.: N.S.Allen.
- Antioxidant properties of multiwall carbon nanotubes: first measurements using a model oxidative reaction. //Polymers& Polymer Composites. 2006. V.14. № 8. Р.779-785. − Co-auth.: J.F.Friedrich.
- Modelling light stabilizers as thermal antioxidants. //Polymer Degradation and Stability. 2006. V.91. № 12. P.3390-3396. − Co-auth.: N.S.Allen.
- Impact of stabilisers on the thermal catalytic activity of micro- and nano-particulate titanium dioxide in oxidizing condensed mediums. //Dyes and Pigments. 2007. Т.75. № 2. Р.315-327.− Co-auth.: N.S.Allen, N.L.Calvet, J. Stratton.
- Anti-radical activity of fullerenes and carbon nanotubes in reactions of radical polymerization and polymer thermal / thermooxidative degradation (A review). // Materials Testing (Materials and Components, Technology and Application) section Polymer Materials. 2007. V.49. № 5. Р. 265—270. — Co-auth.: J.F.Friedrich.
- Radical scavenging efficiency of different fullerenes C60-C70 and fullerene soot. //Polymer Degradation and Stability. 2009. V.94. № 8. P.1183-1189. − Co-auth.: N.S.Allen, N.I.Salmanova.
- Antioxidant capacity of novel amine derivatives of buckminsterfullerene: determination of inhibition rate constants in a model oxidation system. //Polymer Degradation and Stability. 2009. V.94. № 11. P.1932-1940. − Co-auth.: N.S.Allen, K.Taylor, P.Birkett.
- Comparative evaluation of the efficiency of a series of commercial antioxidants studied by kinetic modelling in a liquid phase and during the melt processing of different polyethylenes. //Johnson B. Journal of Vinyl& Additive Technology. 2009. V.16. № 1. P. 1-14. − Co-auth.: N.S.Allen, K.T.Sanchez, Yu.P.Kabetkina, M.Edge.
- Plasma-chemical bromination of graphitic materials and its use for subsequent functionalizetion and grafting of organic molecules. //Carbon. 2010. V.48. № 13. P.3884-3894. — Co-auth.: J.F.Friedrich, S.Hanelt, S.Wettmarshausen, R.Mach, R.Mix, A.Meyer Plath.
- Plasma-chemically brominated single-walled carbon nano¬tubes as novel catalysts for oil hydrocarbons aerobic oxidation. //Applied Catalysis A: General. 2013. V.454. P.115-118. − Co-auth.: J.Friedrich, G.Hidde, A.Meyer-Plath, L.Nuriyev, A.Aliyeva, Yu.Cherepnova.
- Enzymatic catalysis of hydrocarbons oxidation «in vitro» (Review). //Chemistry & Chemical Technology. 2015. V.9. № 2. P.157-164. − Co-auth.: T.M.Nagiyev.
- Thermooxidative degradation of the low-density polyethylene in the presence of fullerenes C60/C70. //In: High-Performance Polymers for Engineering-based Composites, Eds. Omari Mukbaniani, Marc A.M. Abadie, Tamar Tatrishvili. Apple Academic Press Inc., USA, Part 1: Application of Polymer Chemistry and Promising Technolo¬gies. 2016. chapter 9. P.103-110.
- Carbon nano-dimensional catalysts for oxidation of hydrocarbons by hydrogen peroxide (a review). //Azerbaijan Chemical Journal. 2016. № 3. Р.175-183.
- Radical scavenging properties of piperidine derivatives of fulle¬rene C60/C70 and multi-walled carbon nanotubes. //Molecular Crystals and Liquid Crystals. 2016. V.640. № 1. P.152-157. − Co-auth.: N.I.Salmanova, M.Ya.Magerramova.
- Antioxidant traits of some carbon moieties integrated in polymer materials (A review). //Chemistry&Chemical Technology. 2016. № 10 (4s). Р.581-586. — Co-auth.: M.Wagner, J.Friedrich, M.Ya.Magerramova, N.I.Salmanova.
- The peculiar behavior of functionalized carbon nanotubes in hydrocarbons and polymeric oxidation environments. //Journal of Adhesion Science and Technology. 2017. V.31. № 9. Р.988-1006. — Co-auth.: M.Wagner, J.Friedrich, G.Gundula Hidde, A.Meyer-Plath, M.Ya.Magerramova, N.I.Salmanova.
- Nanostructures from catalytic pyrolysis of gas and liquid carbon sources (a review). //Materials Testing (Materials Synthesis). 2018. V.60. N 7-8. 783—793. — Co-auth.: J.F.Friedrich, D.B.Tagiyev, A.B.Huseynov, M.Ya.Magerramova, N.A.Abdurehmanova.
- Carbonaceous nanostructures in hydrocarbons and polymeric aerobic oxidation mediums. //In the book: Fullerenes, Graphenes and Nanotubes: A Pharmaceutical Approach. Edited by Alexander Mihai Grumezescu, Elsevier — William Andrew Publishing House. 2018. Chapter 16. P.631-681. — Co-auth.: T.M.Nagiyev, J.Friedrich, M.Y.Magerramova.
- Carbon nanotubes catalysis in liquid-phase aerobic oxidation of hydrocarbons: Influence of nanotube impurities. //Journal of Physics and Chemistry of Solids. 2019. V.127. N 4. pp. 245–251. — Co-auth.: N.S.Allen, N.I. Salmanova, V.M.Vishnyakov.